# Johannes Clausen (præst)
 Der er flere personer med dette navn, se Johannes Clausen.
Johannes Carl Emil Clausen (20. april 1832 i Adslev – 21. marts 1908 i Vonsild) var en dansk præst.
1857 blev han teologisk kandidat og næste år kapellan i Stenmagle og Stenlille. Her kom han en del sammen med Vilhelm Beck, og Clausen blev medstifter af Kirkelig Forening for Indre Mission i Danmark 1861. 1864 blev han
feltpræst under krigen og derefter et par år rejsepræst under Indremission.
1866 fik han Ryslinge Sognekald, der var blevet ledigt ved Birkedals afskedigelse. Her samlede han en talrig menighed om sig, og forholdet til valgmenigheden blev efterhånden godt; Clausen lærte en del af grundtvigianerne, uden selv at komme til at høre til partiet. Han oprettede en højskole, som siden er blevet en af de betydeligste i landet.
1877 forflyttedes han til Nørre-Lyndelse, 1885 til Sankt Peders Kirke i Slagelse og 1895 til Vonsild. 1874 udtrådte han af Indre Missions bestyrelse, men vedblev at være en god ven af Indremissionen og af Vilhelm Beck. Han havde et varmt hjerte for folk og fædreland og virkede ivrigt for forsvarssagen (Om vort Fædrelands Forsvar 1879).
Han er begravet ved Ryslinge Kirke.